# Josef Fišera (odbojář)
Josef Fišera, také Joseph Fisera (4. června 1912 Kluky (okres Kutná Hora) – 9. ledna 2005 Paříž), byl francouzsko-československý odbojář, profesor sociálních věd a spisovatel.

## Život
Narodil se do protestantské rodiny. V roce 1939 odešel studovat do Paříže. V době druhé světové války vstoupil do československých vojenských jednotek ve Francii, po podepsání francouzsko-německého příměří vstoupil do protinacistického odboje, kde mj. zajišťoval zpravodajskou činnost.  Stal se zaměstnancem  československé organizace na pomoc uprchlíkům. Založil Křesťanský domov pro děti (MACE), který měl oprávnění k repatriaci československých dětí, které se uchýlily do Francie. Podílel se na záchraně židovských dětí, které byly ukryty mezi legálními navrátilci a které byly hledány nacistickými okupačními jednotkami. Jeho odbojové rostly; dne 29. října 1943 byl Němci zatčen a byl mučen; nikoho však neprozradil.
Po válce prosazoval osvobození Československa ze sovětské nadvlády. V roce 1968 podporoval politické liberalizační iniciativy Alexandra Dubčeka. Působil jako lektor na École des hautes études en sciences sociales (EHESS). Byl předsedou Sdružení československých dobrovolníků ve Francii. V roce 2002 vydal autobiografickou práci, ve které sleduje svou cestu a studuje kulturní vazby mezi Českou republikou a Evropskou unií.

## Uznání a pocty
- Řád čestné legie[3]
- Národní řád za zásluhy (Francie)[3]
- Řád Tomáše Garrigua Masaryka (1997)[3]

- Dne 13. června 1988 obdržel čestný titul Spravedlivý mezi národy.[2][4]

- V roce 2005 byla u příležitosti jeho úmrtí uspořádána ceremonie v pařížské Invalidovně.[4]

- V listopadu 2006 byla na jeho počest slavnostně odhalena pamětní deska na škole ve Vence. Ceremoniálu se zúčastnil český velvyslanec ve Francii.[5]

## Dílo (výběr)
- Vzpomínky, svědectví a naděje. Praha : Nakladatelství V ráji, 2002. 240 s. (spoluautorka:  Eugénie Fišerová)

- Válečné hroby ve Francii. Praha : Ministerstvo obrany ČR, 2003. 64 s., fot. (souběžný český a francouzský text)